# Від диктатури до демократії
Від диктатури до демократії, концептуальні засади звільнення (англ. From Dictatorship to Democracy, A Conceptual Framework for Liberation) — есе по загальній темі як знищити диктатуру встановити на її місці демократію і протидіяти створенню на її місці іншої диктатури. 1993 року його написав Джин Шарп, професор політології в Массачусетському університеті.
Книга була опублікована в багатьох країнах і переведена демократично орієнтованими активістами і організаціями на більш ніж 30 мов світу, це есе є доступним на вебсайті Інституту імені Альберта Ейнштейна. Це есе було створено на підтримку руху спротиву диктатурі в М'янмі. При написанні роботи автор аналізував досвід революцій 1970—1993 років. Також при написанні автор опирався на власний досвід практичної праці, особливо на досвід праці автора в країнах Балтії на початку 1990-х, під час успішної боротьби за незалежність країн Балтії. В есе описуються концепції, плани, стратегії ненасильницької боротьби проти диктатури.
Дане есе стало настільною книгою для революціонерів всіх країн[джерело?]. Воно отримало поширення в Україні, особливо завзято есе використовували члени організації Пора під час Помаранчевої революції, за що отримало прізвисько «Біблія Пори». Часто есе критикується за абстрактний і загальний виклад матеріалу, відсутність конкретики. Представники диктаторських режимів світу часто називають його інструкцією зі здійснення «Кольорових революцій»[джерело?].
Перший додаток книги містить перелік «198 методів ненасильницьких дій», взятих з книги Шарпа «Політика ненасильницьких дій», написаної в 1973 році.